# Chatymi
De Chatymi (Russisch: Хатыми) of Chatami (Хатами) is een 218-kilometer lange linkerzijrivier van de Timpton, gelegen in de Russische autonome republiek Jakoetië, in Oost-Siberië.
De rivier ontspringt op de zuidelijke hellingen van de Westelijke Jangi in het Hoogland van Aldan, in het zuidoosten van Jakoetië.
De belangrijkste zijrivier is de Legleger (74 km) aan linkerzijde. In het stroomgebied van de rivier bevinden zich ongeveer 300 meren. De rivier is bevroren van de eerste helft van oktober tot de eerste helft van mei.